# Władysław Syrokomla

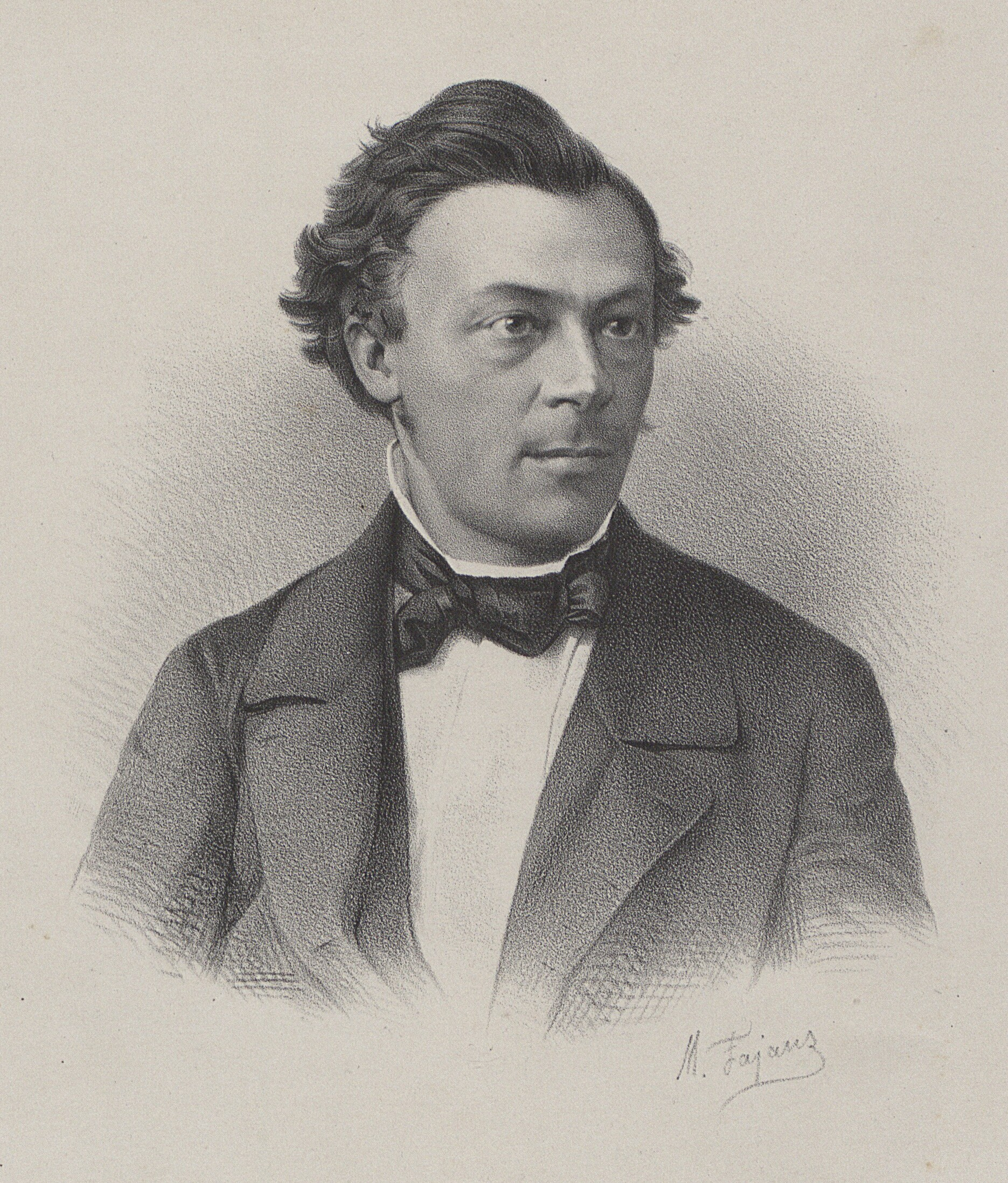
Portret wykonany ok. 1860 roku.

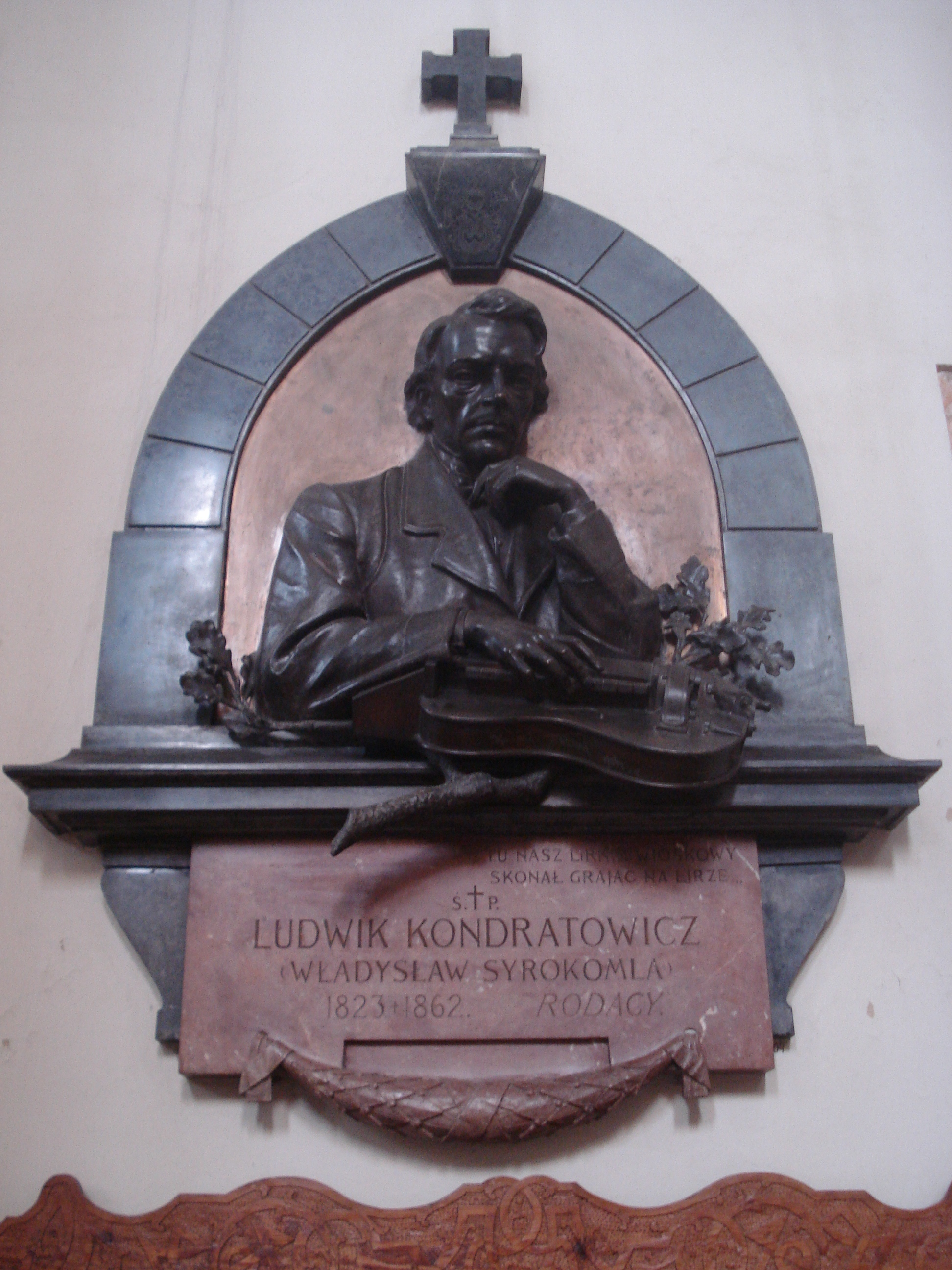
Pomnik Syrokomli w kościele św. Jana w Wilnie

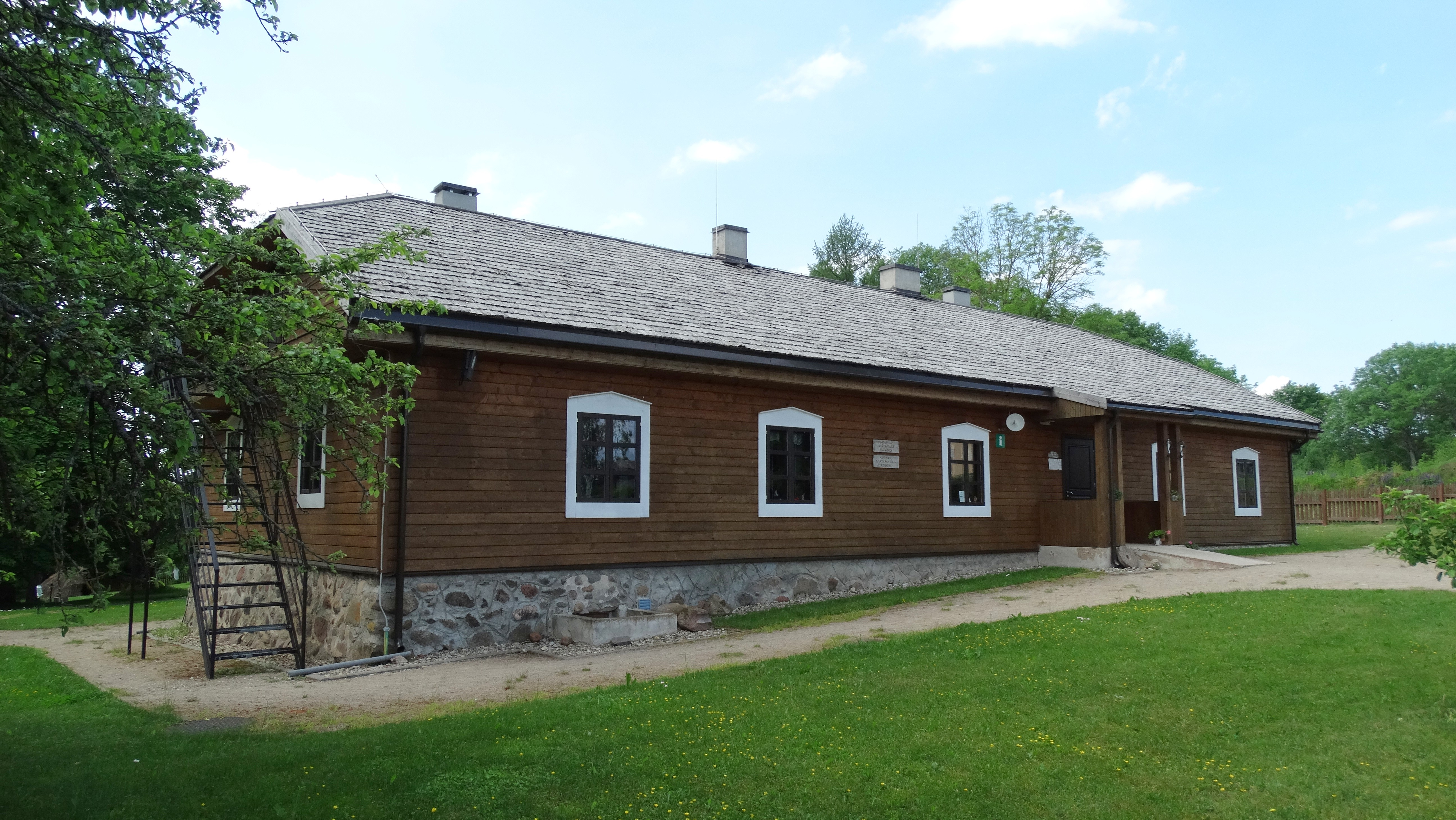
Muzeum Syrokomli w Borejkowszczyźnie

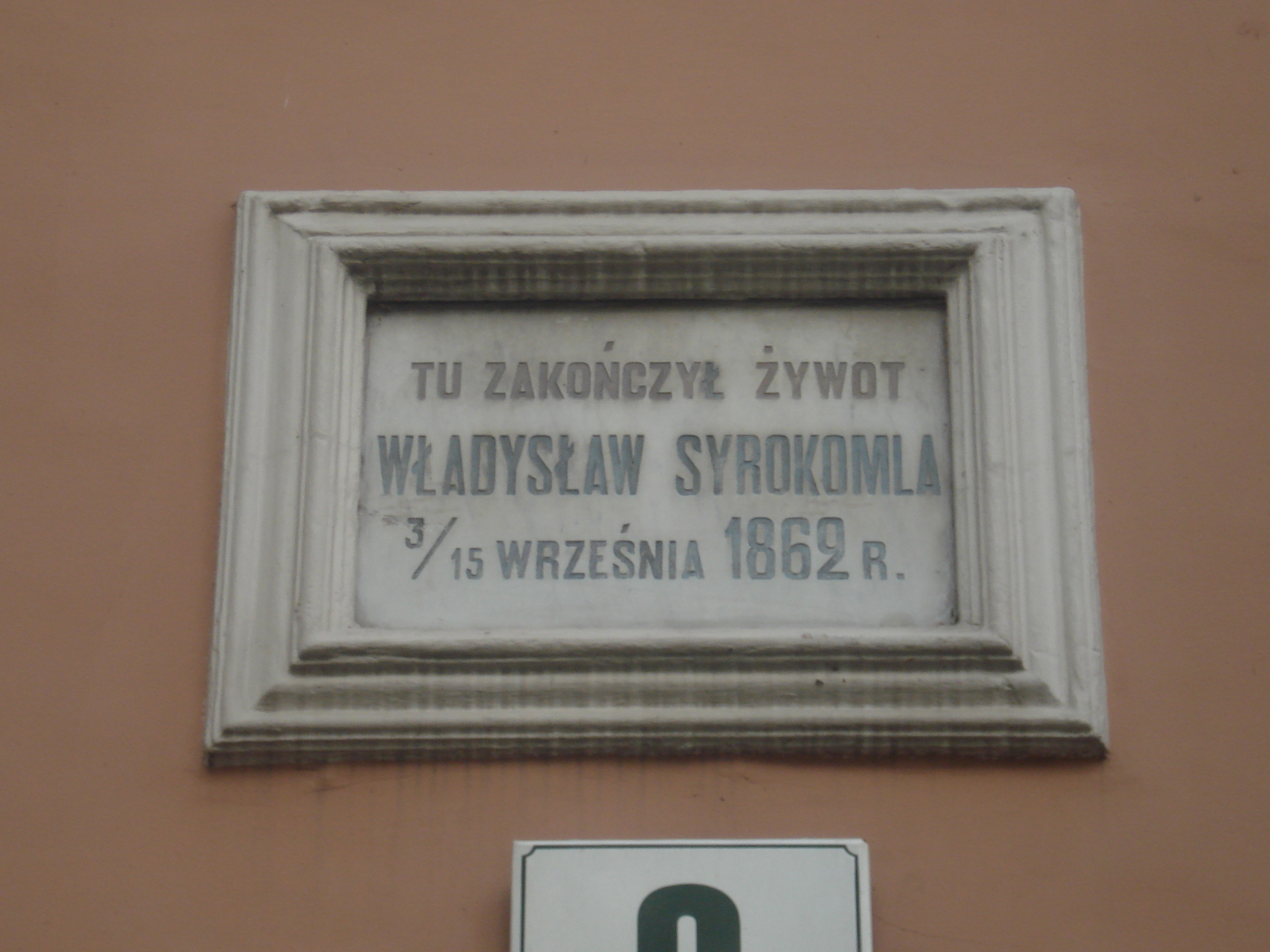
Tablica w Wilnie

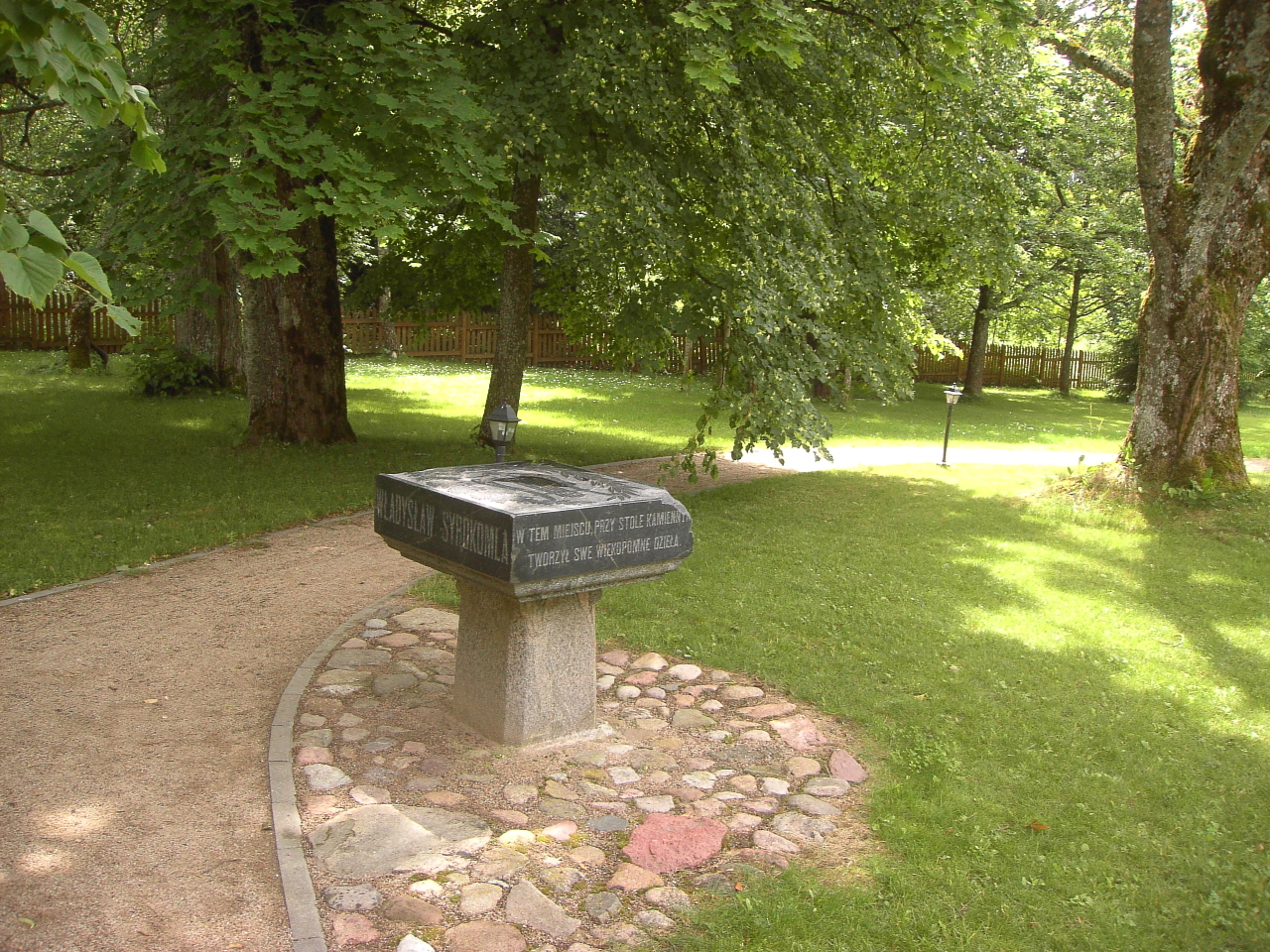
Pomnik w Borejkowszczyźnie

Władysław Syrokomla, właśc. Ludwik Władysław Franciszek Kondratowicz herbu Syrokomla, biał. Людвік Уладзіслаў Францішак Кандратовіч,  (ur. 17 września?/29 września 1823 w Smolhowie, zm. 15 września 1862 w Wilnie) – polsko-białoruski poeta i tłumacz epoki romantyzmu. Nazywany często lirnikiem wioskowym, autor ironicznych wierszy stylizowanych na XVIII-wieczną sielankę oraz przyśpiewek ludowych.

## Życiorys
Pochodził z niezamożnej rodziny szlacheckiej pieczętującej się herbem Syrokomla. Jego rodzicami byli Aleksander Kajetan, prywatny komornik, a później dzierżawca jednej ze wsi należących do Radziwiłłów oraz Wiktoria z domu Złotkowska.
W latach 1833–1837 kształcił się w prowadzonej przez dominikanów szkole w Nieświeżu, a później w Nowogródku, ale ze względów finansowych zrezygnował z nauki i zaczął pracę jako kancelista w dobrach Radziwiłłów. 16 kwietnia 1844 w Nieświeżu Władysław Syrokomla zawarł związek małżeński z Pauliną Mitraszewską; para miała czworo dzieci.
W latach 1844–1853 dzierżawił wieś Załucze nad Niemnem. Od 1853 dzierżawca Borejkowszyzny pod Wilnem. Zwolennik uwłaszczenia chłopów, współpracownik „Kuriera Wileńskiego”. W 1857 przeniósł się do Wilna. Uczestniczył w manifestacjach patriotycznych. Był członkiem honorowym Poznańskiego Towarzystwa Przyjaciół Nauk, a także jednym z autorów haseł do 28 tomowej Encyklopedii Powszechnej Orgelbranda z lat 1859–1868. Jego nazwisko wymienione jest w I tomie z 1859 roku na liście twórców zawartości tej encyklopedii.
Przed rokiem 1857 nawiązał romans z Heleną Kirkorową, żoną Adama Kirkora, a po opuszczeniu przez nią męża i powróceniu do zawodu aktorki spotykał się z nią w miastach, w których występowała. Zerwanie związku w 1858 przez Kirkorową miało spowodować stany depresyjne Syrokomli.
Uwięziony w 1861 przez władze rosyjskie i przymusowo osadzony w Borejkowszczyźnie. Został pochowany na cmentarzu Na Rossie w Wilnie. W pogrzebie poety wzięło udział kilkanaście tysięcy osób.

## Twórczość

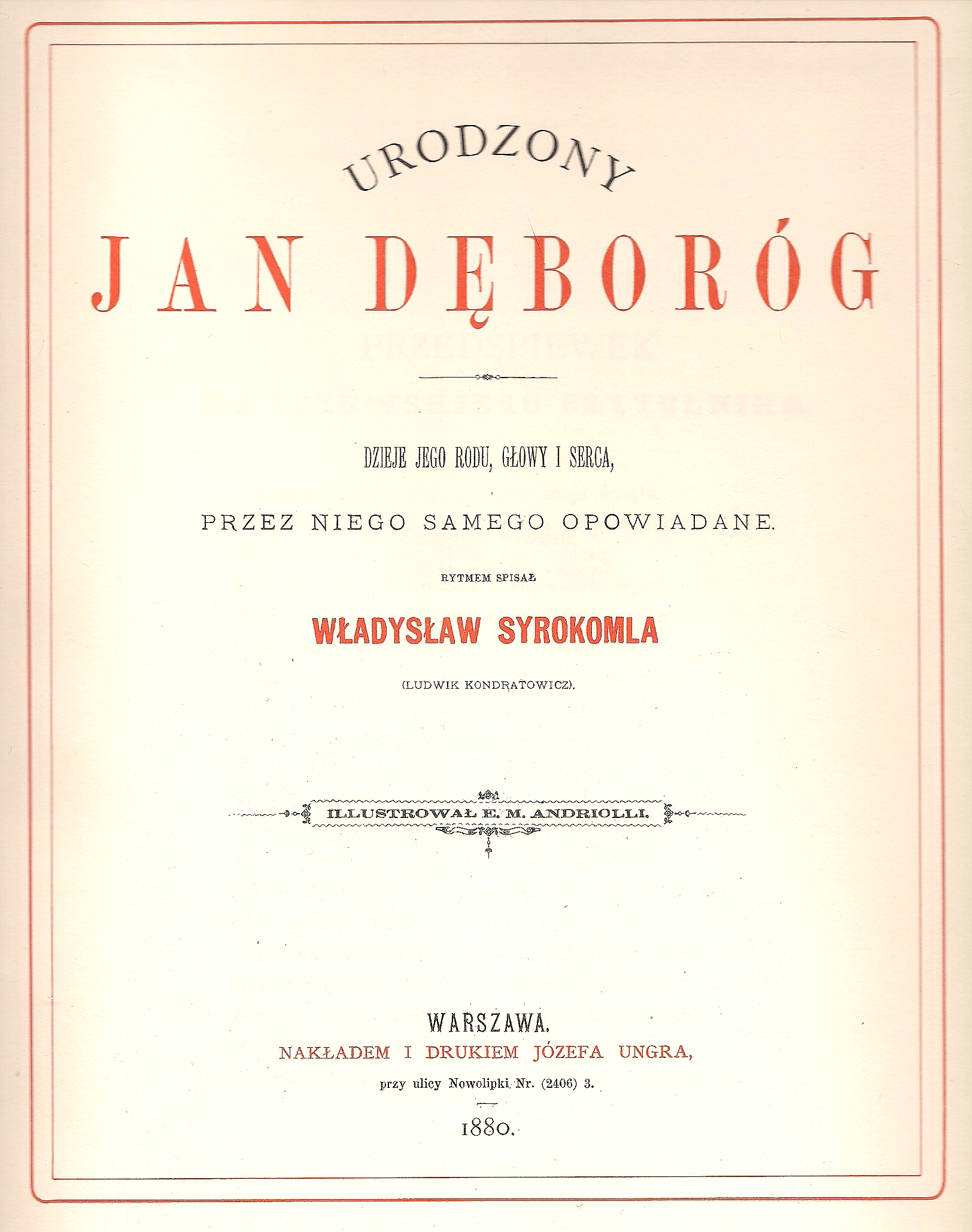
Strona tyt. Urodzonego Jana Dęboroga, wyd. z 1880

Pisał pod pseudonimem literackim Władysław Syrokomla, wykorzystując do niego drugie imię oraz rodzinny herb Syrokomla. W 1844 zadebiutował gawędą poetycką Pocztylion. Często przypisuje mu się autorstwo tekstu piosenki Wlazł kotek na płotek, jednak jego tekst opiera się na oryginalnej przyśpiewce ludowej.

### Charakterystyka
W utworach poetyckich wykorzystywał ironiczną obserwację rzeczywistości, zwłaszcza mentalności i zwyczajów drobnej szlachty. W Melodiach z domu obłąkanych (1861) przedstawiał posępną wizję świata, pełnego okrucieństwa wobec ludzi i zwierząt. Utwory nie prezentowały jednak świata w sposób jednowymiarowy, zaś dzięki zachowaniu autorskiego dystansu i ironii umożliwiały różne odczytania.
Ulubionym gatunkiem literackim Syrokomli była gawęda i jej odmiany, jak szlachecka, gminna, ludowa, regionalna, żebracka, żołnierska, historyczna. Gawędy Syrokomli nie stanowiły apologii przeszłości mimo okazywanego przywiązania do tradycji. Bohaterami gawęd była zwykle drobna szlachta zaściankowa i chłopi. Akcja często osnuta była wokół drobnych zdarzeń, znanych tylko w skali regionu. Jednak zdaniem Syrokomli takie pozornie błahe wydarzenia mogły nieść naukę, dlatego do utworów wplatał często wskazania moralne. Najbardziej znana gawęda autora to Urodzony Jan Dęboróg (1852), przedstawiająca spór dwóch rodów o kopce graniczne, zakończony dzięki miłości młodych (motyw sporu rodów był częsty w ówczesnej literaturze, por. Zemsta Aleksandra Fredry). Stworzył też cykl gawęd opartych na znanych przysłowiach: O Zabłockim i mydle, O Filipie z konopi, Pan Marek w piekle i inne.
Poematy Syrokomli bliskie były jego gawędom (np. Stare wrota nazywane przez autora zarówno poematem, jak i gawędą). Większość jego poematów poświęcona była historii od średniowiecza po XVIII w. Bohaterowie zwykle wywodzili się z rycerstwa i szlachty, reprezentując podobne cechy i kulturę jak bohaterowie gawęd. Poematy Syrokomli, w odróżnieniu od gawęd, zawierały więcej narracji odautorskiej.
Z utworów oryginalnie napisanych w języku białoruskim do dnia dzisiejszego zachowały się tylko "Добрыя весьці" ("Dobre wieści") і "Ужо птушкі пяюць ўсюды..." ("Już śpiewają wszędzie ptaki").

### Tłumaczenia
Władysław Syrokomla był poliglotą, który oprócz języka polskiego i białoruskiego, w których tworzył, znał również język rosyjski, ukraiński, niemiecki oraz łaciński. Dokonał przekładów na język polski wielu dzieł z języka niemieckiego: Goethego, Heinego, z języka rosyjskiego i ukraińskiego: Rylejewa, Lermontowa, Niekrasowa, Szewczenki, Berangera, a także licznych przekładów z łaciny pisarzy staropolskich: 
- Klemensa Janickiego;
- Jana Kochanowskiego;
- Mikołaja Smoguleckiego;
- Joachima Bielskiego;
- Sebastiana Klonowicza (przekład poematu Roksolania);

- Andrzeja Maksymiliana Fredry „Dzieje narodu polskiego pod Henrykiem Walezyuszem królem polskim a potém francuzkim”, wydane w roku 1855;
- Przekłady poetów polsko-łacińskich epoki zygmuntowskiej m.in. Macieja Kazimierza Sarbiewskiego;
- Marcina Kromera, Polska, czyli o położeniu, obyczajach, urzędach i Rzeczypospolitéj Królestwa Polskiego, przez Marcina Kromera [...] xiąg dwoje wyd. z 1853 roku.

### Dzieła literackie
- Rywale (1846)
- Stary kawaler (1846)
- Kanonik przemyski (1851-1852) – gawęda
- Gawędy i rymy ulotne (1853)[9]
- Urodzony Jan Dęboróg (1854)[10] – gawęda
- Poezje ostatniej godziny[11]
- Wyzwolenie włościan
- Margier. Poemat z dziejów Litwy (1855)[12] – na jego podstawie powstało libretto do opery Margier Konstantego Gorskiego
- Kapral Terefera i kapitan Szerpentyna (1855)[13] – gawęda
- Wielki Czwartek (1856)[14]
- Janko Cmentarnik (1856)[15]
- Nocleg hetmański (1857)[16] – gawęda
- Starosta Kopanicki (1857)[17] – gawęda
- Kasper Kaliński (1858)[18]
- Chatka w lesie (1855-1856)[19]
- Hrabia na Wątorach (1856)[20]
- Możnowładcy i sierota (1859)[21]
- Wiejscy politycy (1859)[22]
- Melodie z domu obłąkanych (1861)
- Wojnarowski
- Podróż swojaka po swojszczyźnie[23]

### Dzieła naukowe
- Wędrówki po moich niegdyś okolicach: wspomnienia, studja historyczne i ... (1853)[24]
- История польской литературы от начала... (1860)[25]
- Dzieje literatury w Polsce od pierwiastkowych, do naszych czasów (1850-52)[26][27]

## Upamiętnienie

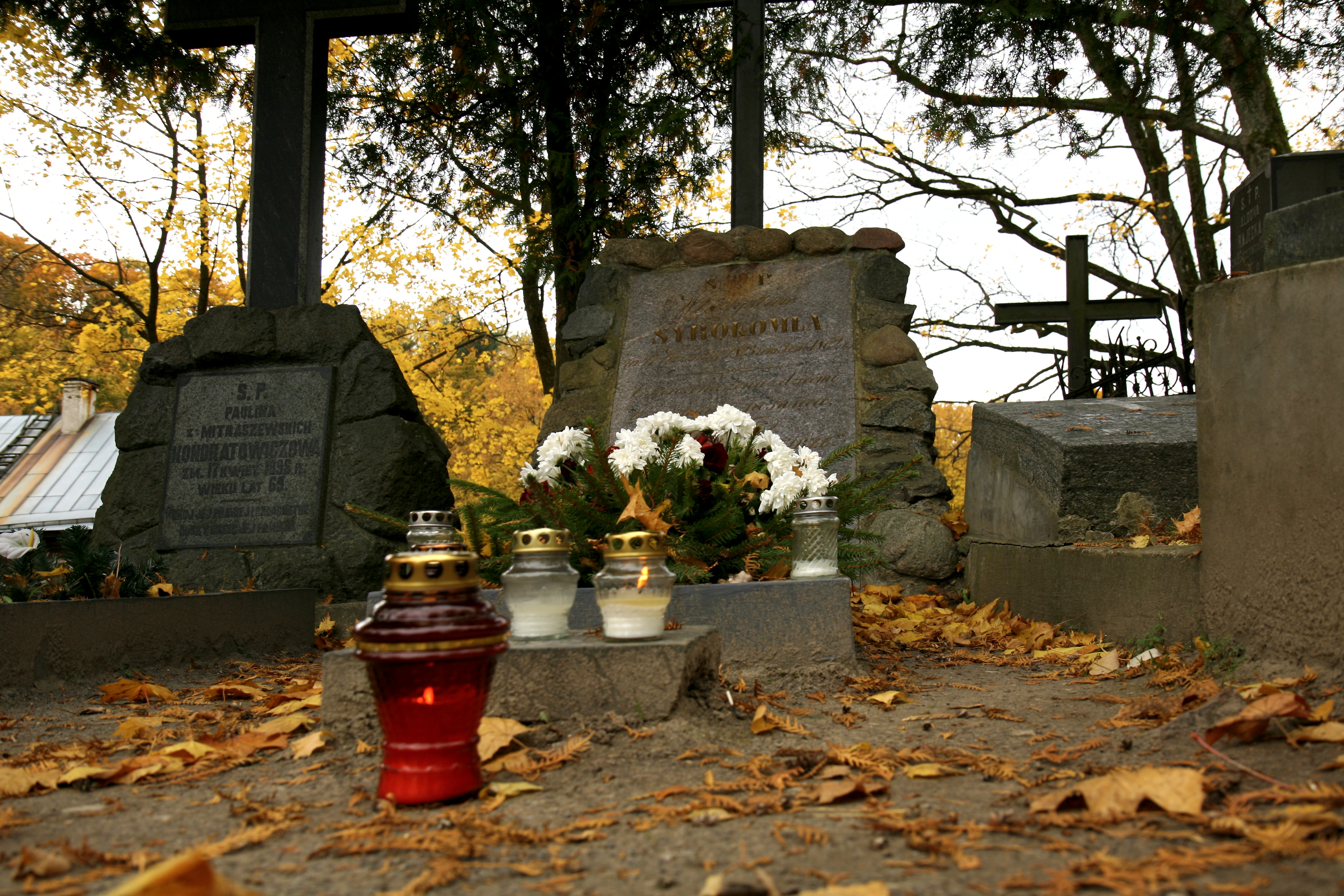
Grób poety na wileńskim cmentarzu Na Rossie.

- Wiktor Gomulicki w powieści Wspomnienia Niebieskiego Mundurka, w rozdziale XII Poeta, opisał spotkanie ucznia Witolda Sprężyckiego, będącym alter ego autora, z Syrokomlą podczas jego przejazdu przez Pułtusk w czasie podróży na Litwę[28].
- W Warszawie na Bródnie (dzielnica Warszawa-Targówek) znajdują się aż dwie ulice poświęcone poecie: ulica Ludwika Kondratowicza oraz ulica Władysława Syrokomli. Syrokomla został również upamiętniony ulicami w Szczecinie (na Pogodnie), w Gdańsku, w Gdyni, w Sopocie, w Bydgoszczy w dzielnicy Jary, w Krakowie, Wodzisławiu Śląskim, Rzeszowie, Ostrowcu Świętokrzyskim, Bielsku-Białej, Lęborku, Elblągu, Poznaniu na Piątkowie oraz Wrocławiu na Karłowicach.  Od 1930 r. imię Władysława Syrokomli nosi ulica w Łodzi na osiedlu Zdrowie-Mania.[29]
- W Nieświeżu w parku stoi popiersie przedstawiające poetę, a w tamtejszym kościele dominikanów poświęcone mu epitafium.
- W Wilnie istnieje Gimnazjum im. Władysława Syrokomli[30].
- 200-lecie urodzin Władysława Syrokomli upamiętniły jubileuszowe XXX Międzynarodowe Spotkania Poetyckie „Maj nad Wilią” 2023 w Wilnie.[31]